# Junior League World Series 2003
Die Junior League World Series 2003 war die 23. Austragung der Junior League Baseball World Series, einem internationalen Baseballturnier für Knaben zwischen 13 und 14 Jahren. Gespielt wurde wie jedes Jahr in Taylor, Michigan.

## Teilnehmer
Die neun Mannschaften bildeten eine Gruppe aus fünf Mannschaften aus den Vereinigten Staaten und eine Gruppe aus vier internationalen Mannschaften.
| Vereinigte Staaten                  | International                                     |
| ----------------------------------- | ------------------------------------------------- |
| Mansfield, Massachusetts Region Ost | Saipan, Nördliche Marianen Region Asien-Pazifik   |
| Bridgewater, Virginia Region Süd    | Moskau, Russland Region Europa                    |
| Sugar Land, Texas Region Südwest    | Surrey, British Columbia Region Kanada            |
| La Mirada, Kalifornien Region West  | Santiago de Veraguas, Panama Region Lateinamerika |
| Urbandale, Iowa Region Zentral      |                                                   |

## Ergebnisse
Die Teams wurden in zwei Gruppen eingeteilt. Jeder spielte gegen Jeden in seiner Gruppe, die beiden Ersten spielten gegeneinander den Finalplatz aus.

### Vorrunde

#### Gruppe Vereinigte Staaten
| Platz | Region  | W | L | %     |
| ----- | ------- | - | - | ----- |
| 1.    | Süd     | 4 | 0 | 1.000 |
| 2.    | West    | 3 | 1 | 0.750 |
| 3.    | Südwest | 2 | 2 | 0.500 |
| 4.    | Ost     | 1 | 3 | 0.250 |
| 5.    | Zentral | 0 | 4 | 0.000 |

| Datum       | Zeit  | Begegnung | Begegnung | Begegnung | Ergebnis |
| ----------- | ----- | --------- | --------- | --------- | -------- |
| 10. August  | 17:00 | Ost       | –         | West      | 0:10     |
| 10. August  | 20:00 | Süd       | –         | Südwest   | 2:0      |
| 11. August  | 14:00 | Südwest   | –         | Ost       | 2:1      |
| 11. August  | 20:00 | Zentral   | –         | West      | 0:1      |
| 12. August  | 11:00 | West      | –         | Süd       | 1:5      |
| 12. August  | 14:00 | Ost       | –         | Zentral   | 5:4      |
| 13. August  | 17:00 | Zentral   | –         | Südwest   | 5:18     |
| 13. August  | 20:00 | Süd       | –         | Ost       | 8:1      |
| 14. August  | 14:00 | Zentral   | –         | Süd       | 4:7      |
| 15. August* | 14:00 | West      | –         | Südwest   | 14:0     |

* Das Spiel West gegen Südwest musste vom 14. auf den 15.8. verschoben werden.

#### Gruppe International
| Platz | Region        | W | L | %     |
| ----- | ------------- | - | - | ----- |
| 1.    | Kanada        | 3 | 0 | 1.000 |
| 2.    | Lateinamerika | 2 | 1 | 0.667 |
| 3.    | Europa        | 1 | 2 | 0.333 |
| 4.    | Asien-Pazifik | 0 | 3 | 0.000 |

| Datum      | Zeit  | Begegnung     | Begegnung | Begegnung     | Ergebnis |
| ---------- | ----- | ------------- | --------- | ------------- | -------- |
| 11. August | 11:00 | Europa        | –         | Asien-Pazifik | 10:0     |
| 11. August | 17:00 | Lateinamerika | –         | Kanada        | 7:10     |
| 12. August | 17:00 | Europa        | –         | Lateinamerika | 0:8      |
| 12. August | 20:00 | Asien-Pazifik | –         | Kanada        | 0:10     |
| 13. August | 14:00 | Kanada        | –         | Europa        | 9:1      |
| 14. August | 17:00 | Asien-Pazifik | –         | Lateinamerika | 0:5      |

### Finalrunde
|  | US und Intern. Finale | US und Intern. Finale |            |   | Weltmeisterschaft | Weltmeisterschaft |
|  |                       |                       |            |   |                   |                   |
|  | IN1 Kanada            | 2                     |            |   |                   |                   |
|  | IN2 Lateinamerika     | 11                    |            |   |                   |                   |
|  | 15. August            |                       |            |   |                   |                   |
|  |                       |                       | 16. August |   |                   |                   |
|  | IN2 Lateinamerika     | 7                     |            |   |                   |                   |
|  |                       | US2 West              | 8          |   |                   |                   |
|  |                       |                       |            |   |                   |                   |
|  | Spiel um Platz drei   |                       |            |   |                   |                   |
|  | 15. August            | 15. August            | IN1 Kanada | ? |                   |                   |
|  | US1 Süd               | 5                     | US1 Süd    | ? |                   |                   |
|  | US2 West              | 8                     |            |   | 16. August        | 16. August        |

## Weblink
- Offizielle Website der Junior League World Series